# Grup de Acțiune Locală

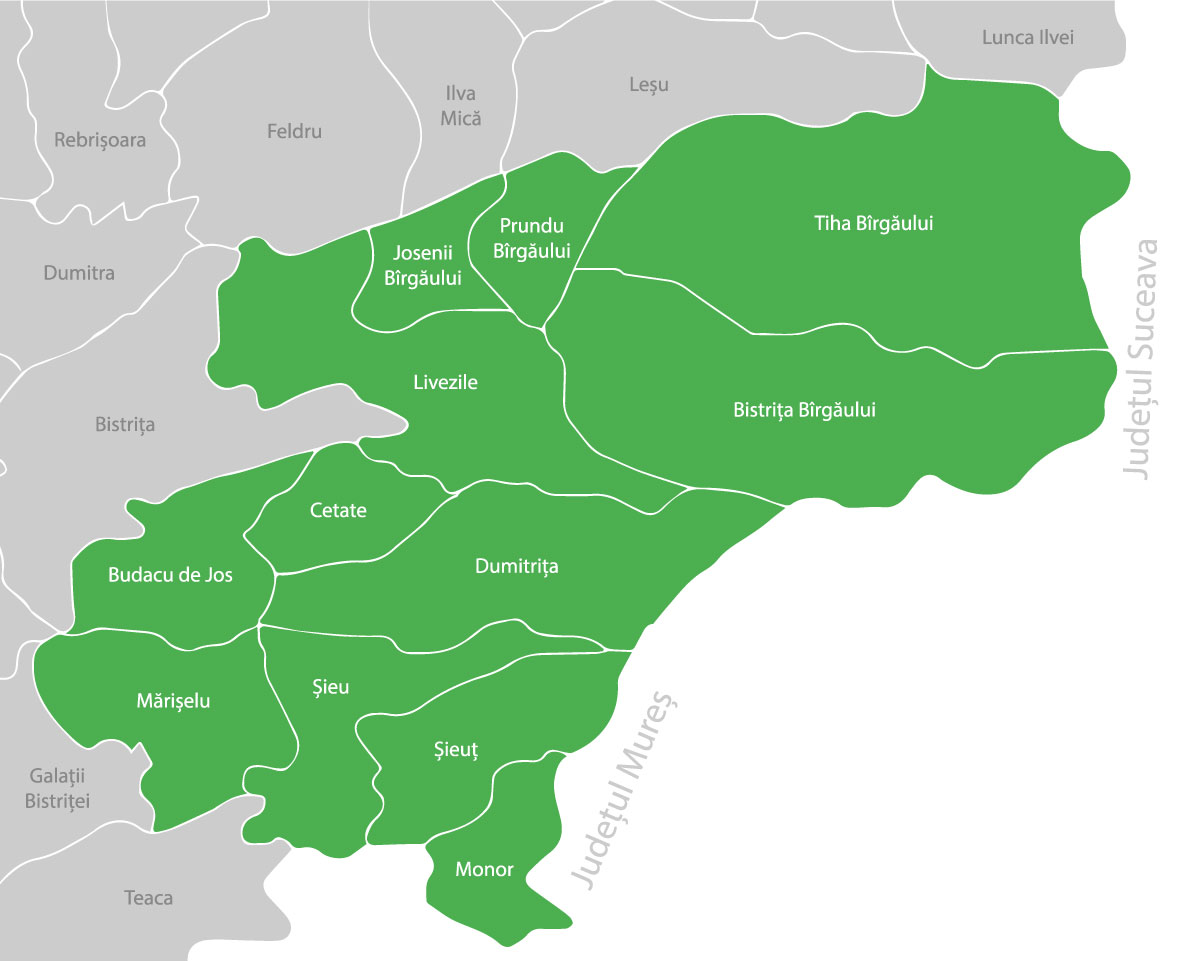
Exemplu de GAL din Județul Bistrița-Năsăud: Federația pentru Dezvoltarea Zonei Rurale „Bârgău-Călimani” (cu următoarele comune în componența sa: Livezile, Josenii Bîrgăului, Prundu Bîrgăului, Tiha Bîrgăului, Bistrița Bîrgăului, Cetate, Dumitrița, Budacu de Jos, Mărișelu, Șieu, Șieuț, Monor).

Un Grup de Acțiune Locală (acronim GAL)  este o formă de parteneriat constituit într-un teritoriu rural care reunește reprezentanți ai sectoarelor public, privat  și ai societății civile  din teritoriul respectiv, creat cu scopul de a implementa metodele LEADER (acronim din franceză : Liaison entre actions de développement de l'économie rurale) de dezvoltare rurală.  Dimensiunea și populația teritoriului acoperit de un GAL sunt  variabile, astfel încât o asemenea secțiune transversală multisectorială a unei comunități locale poate cuprinde între 5.000 și 150.000 de locuitori.
O astfel de structură este finanțată în baza unei bugetări prin intermediul  Fondului European Agricol pentru Dezvoltare Rurală (acronim FEADR), scopul fiind participarea la cofinanțarea proiectelor de tip Leader din arealul de acoperire. GAL-urile elaborează o strategie de dezvoltare rurală (acronim SDR) locală integrată și sunt responsabile de implementarea acesteia.